# 明泌铁路
明泌铁路，为河南省窄轨地方铁路，是信阳钢厂的配套工程。线路自明港西站起，经桐柏县毛集镇，到泌阳县城止。明泌铁路在明港建有与京广铁路明港站相连的准轨换装线500米，沿线建有数条厂矿专用线。明泌铁路是分段建成的，第一期工程是明港至毛集铁山，全长56公里，1970年12月动工，1971年12月建成通车；第二期工程是毛集铁山至泌阳县条山铁矿，全长18.4公里，1976年12月动工，1978年7月建成通车；第三期工程原计划是条山铁矿至泌阳县城，全长24公里，由于资金问题，修建至马谷田后暂时停工。1984年7月，开始续建马谷田至泌阳段，1986年建成通车。近年来由于运输需求减少，铁路已逐渐废弃，但大部分路轨仍被保留。

## 车站设置
明泌铁路共设以下车站：
明港西站、雷寨站、邢集站、王岗站、明山站、萤石矿站、毛集站、铁山庙站、铁矿站、黄岗乡站、界牌岭站、堡子站、条山站、马谷田站、孙庄村站、泌阳站。